# Y型纜線

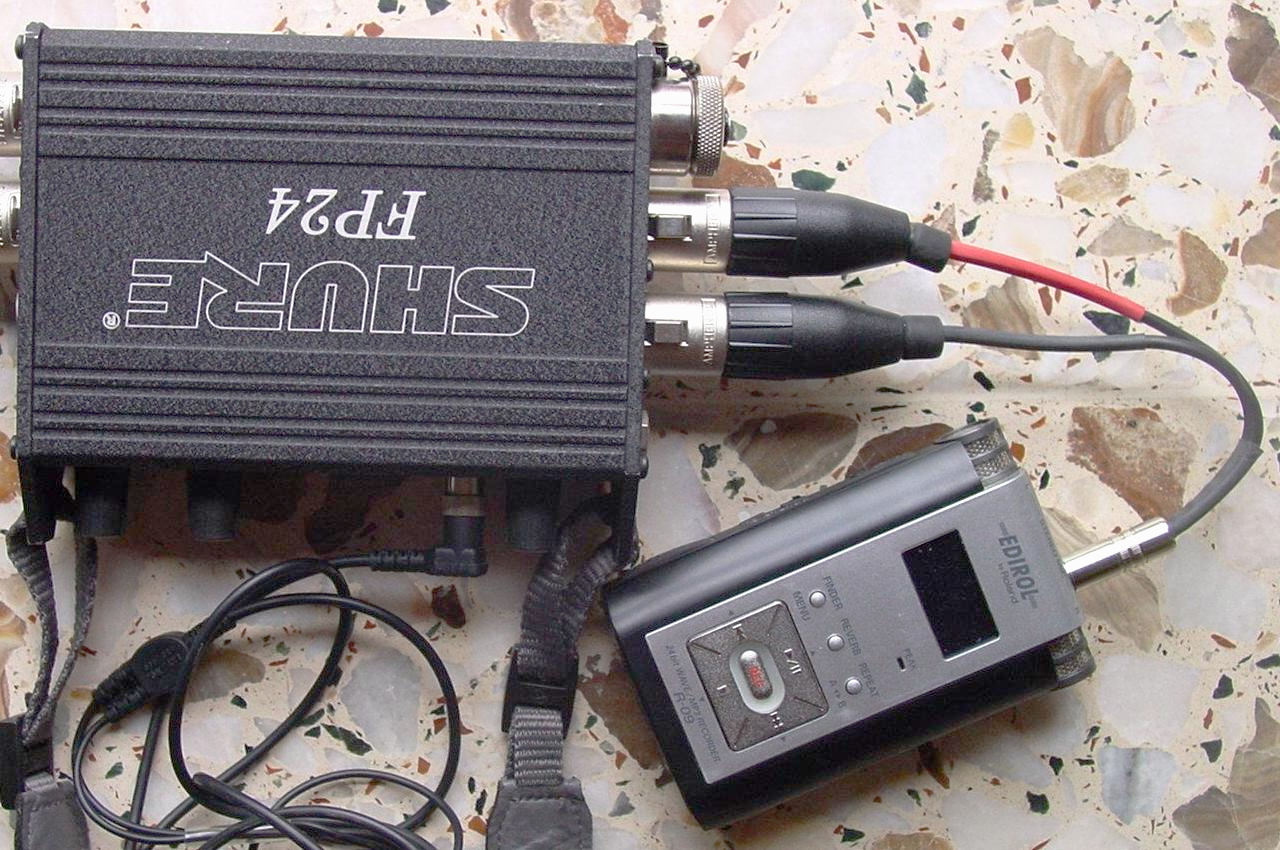
舒爾公司的FP24前置擴大器接Y型纜線的兩個接頭連接輸出到錄音機

Y型纜線（英語：Y-cable、Y cable）或是稱為分接線是一種有三個接頭的纜線，一個共用接頭與兩個分接頭。它的外型就像是拉丁语字母的Y。

## 用途

### USB

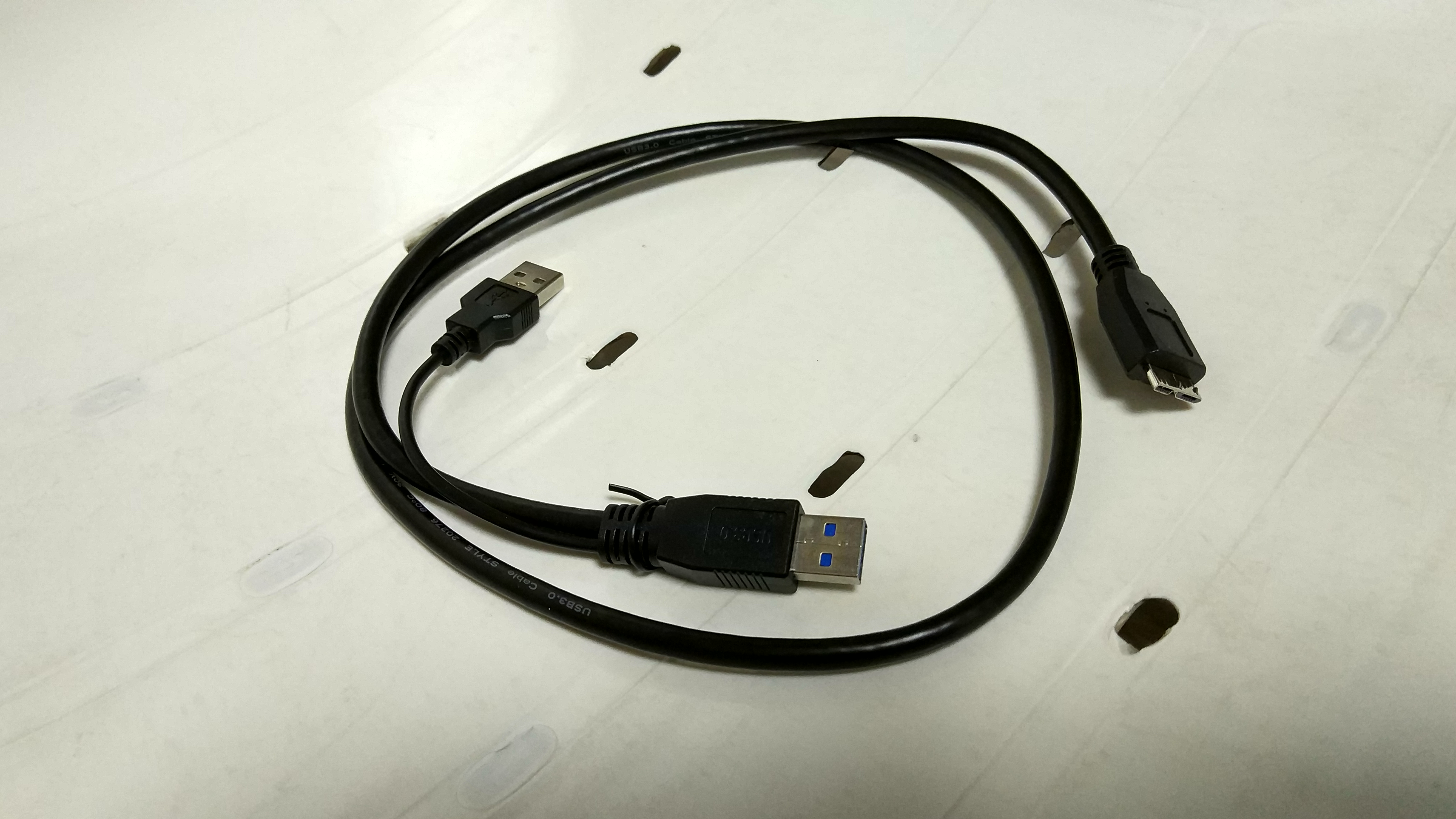
支援USB 3.0的Y型纜線，通常是用在移动硬盘

對於外接裝置而言，這是用來解決供應電流不足的問題。通常USB的Y型纜線是用來連接一個外部设备，這個外接的行動裝置需要較高的电流才能啟動，其他兩個接頭連接到兩個USB插座，其中一個用來做為資料傳輸，另一個是用來補充所需的電流。雖然USB可供應的電壓皆為5伏特，但是各種的外接裝置所需的電流不盡相同，大多數主板的USB 2.0插座只有供應0.5安培，假如外接裝置的電流規格介於0.5到1安培之間甚至是僅限用於USB 3.0，此時必須使用Y型纜線連接外接裝置，通常先連接主板的兩個USB插座再連接外接裝置，否則較低的電流很可能會造成外接裝置的損壞，尤其是行動硬碟。